# Jacques Huyghues des Étages
Jacques Huyghues des Étages, né le 15 novembre 1923 à Paris 14e et décédé le 27 novembre 2007 à Cosne-Cours-sur-Loire, est un médecin et homme politique français. Il est nommé ambassadeur auprès du Conseil de l’Europe de 1986 à 1988 par François Mitterrand.

## Biographie

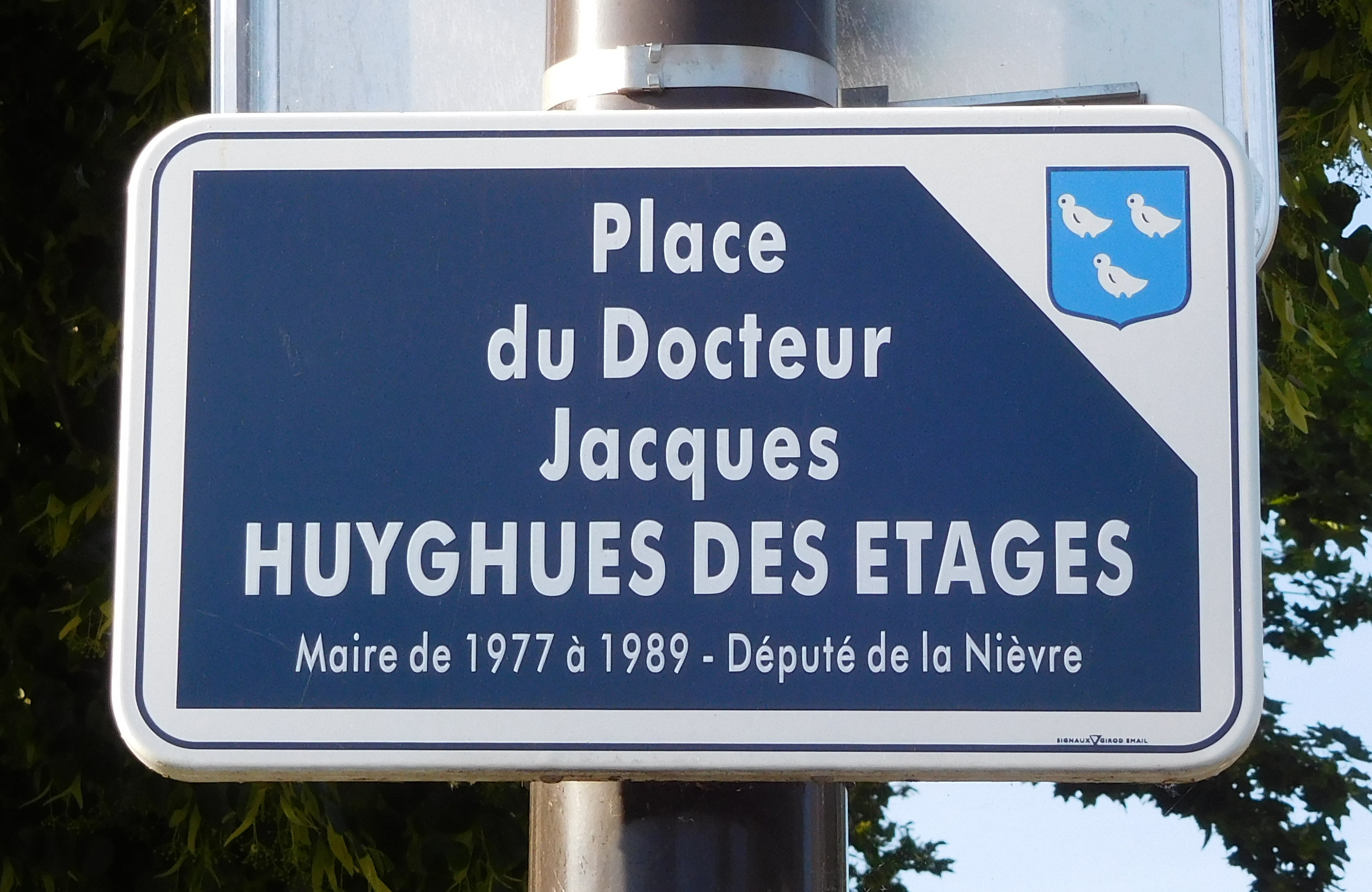
Plaque à Cosne-Cours-sur-Loire.

Il est le fils de Maurice des Étages.
Depuis le 22 septembre 2012, la place de la Mairie de Cosne-Cours-sur-Loire porte son nom.

## Détail des fonctions et des mandats
Mandats locaux
- 1977 - 1983 : Maire de Cosne-Cours-sur-Loire
- 1983 - 1989 : Maire de Cosne-Cours-sur-Loire
- 1970 - 1973 : Conseiller général du canton de Cosne
- 1973 - 1976 : Conseiller général du canton de Cosne-Cours-sur-Loire
- 1976 - 1982 : Conseiller général du canton de Cosne-Cours-sur-Loire
- ? - 1987 : Conseiller général du canton de Cosne-Cours-sur-Loire

Mandats parlementaires
- 11 mars 1973 - 2 avril 1978 : Député de la 2e circonscription de la Nièvre
- 19 mars 1978 - 22 mai 1981 : Député de la 2e circonscription de la Nièvre
- 21 juin 1981 - 1er avril 1986 : Député de la 2e circonscription de la Nièvre
- 12 juin 1988 - 1er avril 1993 : Député de la 2e circonscription de la Nièvre

Autres
- 1986 - 1988 : Ambassadeur auprès du Conseil de l’Europe